# 인사이트 아시아 - 누들로드
《인사이트 아시아 - 누들로드》(Noodle Road, 이하 《누들로드》)는 한국방송공사(KBS)에서 제작, 방영된 6부작 다큐멘터리로, 2008년 12월 초부터 2009년 3월 말까지 방영되었다. 인류의 음식 중의 하나인 국수 요리의 유래와 발전 등을 알아봄으로써, 인류 문명의 발전과 특징을 밝혀내는 접근 방식을 이용해 관심을 받았다.
다른 다큐멘터리와는 달리 내용의 빠른 전개가 두드러졌으며, 윤상의 전자 음악을 배경음악으로 사용함으로써 다큐멘터리의 새 장을 열었다는 평가를 받았다.
기획에서 연출까지 프로그램 제작을 책임졌던 이욱정 피디는 TV방송 이후 제작과정 등을 담은 책 《누들로드》을 출간했다. 36회 한국방송대상시상식에서 대상을 수상했다.

## 제작 과정
누들로드는 한국방송공사의 다큐멘터리 시리즈인 인사이트 아시아의 세 번째 다큐멘터리로 제작기간은 2년이 소요되었고, 총 제작비는 9억원이 사용되었다.

## 방송회차
- 1부 기묘한 음식 (2008년 12월 7일)
- 2부 미라의 만찬 (2009년 1월 3일)
- 3부 파스타 오디세이 (2009년 1월 4일)
- 4부 아시아의 부엌을 잇다 (2009년 2월 21일)
- 5부 인류 최초의 패스트푸드 (2009년 2월 22일)
- 6부 세상의 모든 국수 (2009년 3월 28일)
- 7부 누들로드 다이어리 (2009년 3월 29일)

## 수상 경력
- 2009년 제36회 한국방송대상 대상
- 2009년 2009 방송영상그랑프리 대통령상
- 2009년 아시아 태평양 방송 연맹 (ABU)상 TV다큐멘터리 부문 대상
- 2010년 제69회 피버디상(Peabody Awards) 예술·문화부문 TV 다큐멘터리상
- 2010년 2010 방송통신위원회 방송대상 대상

## 같이 보기
- 책: 《누들로드》
- 사운드트랙: 《누들로드》